# No-One but You (Only the Good Die Young)
No-One But You (Only the Good Die Young) è un brano del gruppo musicale britannico Queen, scritto da Brian May e pubblicato come singolo il 5 gennaio 1998 quale unico estratto dalla settima raccolta Queen Rocks.

## Descrizione
Si tratta dell'unico brano inciso dai tre componenti del gruppo rimasti dopo la morte del frontman Freddie Mercury avvenuta nel 1991, al quale è dedicato. Questa canzone, in origine, era stata concepita per essere inserita nel secondo album in studio da solista di Brian May Another World, uscito nel 1998. Il brano, oltre a essere dedicato a Mercury, è un omaggio a tutti coloro che sono morti troppo presto. La canzone è stata successivamente inclusa nella compilation Greatest Hits III, pubblicata nel 1999.
La parte vocale è divisa fra il chitarrista Brian May e il batterista Roger Taylor. Rappresenta inoltre l'ultimo brano inciso con il bassista John Deacon, il quale si è in seguito ritirato dalle scene musicali, senza quindi prendere parte con May e Taylor alla formazione dei Queen + Paul Rodgers.
La cantante Kerry Ellis registrò una cover del brano in chiave sinfonica, inserendola nel suo EP Wicked in Rock del 2008. La prima interpretazione pubblica è datata 1º giugno 2015, in occasione dell'evento musicale Arena di Verona, lo spettacolo sta per iniziare tenutosi all'Arena di Verona, durante il quale gli ospiti della serata Brian May e Kerry Ellis danno il via alla loro esibizione con un'inedita versione sinfonica del pezzo.

## Video musicale
Il videoclip realizzato per l'occasione mostra i tre rimanenti membri del gruppo eseguire il brano. Le immagini, in bianco e nero, si alternano con vecchi filmati che ritraggono Freddie Mercury.

## Tracce
CD promozionale (Regno Unito) – No-One But You/Tie Your Mother Down
1. No-One But You (Only the Good Die Young) – 4:13
2. Tie Your Mother Down – 3:46

CD singolo (Regno Unito), 7" (Regno Unito), MC (Regno Unito) – No-One But You/Tie Your Mother Down
1. No-One But You (Only the Good Die Young) – 4:13
2. Tie Your Mother Down – 3:46
3. We Will Rock You (The Rick Rubin 'Ruined' Remix) – 5:00
4. Gimme the Prize (Instrumental Remix for 'The Eye') – 4:01

CD singolo (Germania)
1. No-One But You (Only the Good Die Young) – 4:13
2. Gimme the Prize (Instrumental Remix for 'The Eye') – 4:01

CD maxi-singolo (Germania, Giappone)
1. No-One But You (Only the Good Die Young) – 4:13
2. Princes of the Universe – 3:32
3. We Will Rock You (The Rick Rubin 'Ruined' Remix) – 5:00
4. Gimme the Prize (Instrumental Remix for 'The Eye') – 4:01

## Formazione
- Brian May – chitarra solista, pianoforte, voce
- Roger Taylor – batteria, percussioni, voce
- John Deacon – basso

## Classifiche
| Classifica (1998) | Posizione massima |
| ----------------- | ----------------- |
| Germania          | 75                |
| Regno Unito       | 13                |